# Gammelsdorf
Gammelsdorf è un comune tedesco di 1 535 abitanti, situato nel land della Baviera.